# Couronne de Pierre Ier
Suivant 

La couronne de Pierre Ier est la première couronne impériale du Brésil et a été fabriquée pour l'empereur Pierre Ier. Fabriquée en 1822 pour le couronnement de ce dernier, elle a été le symbole et l'emblème du pouvoir impérial brésilien jusqu'à son remplacement en 1841 par la couronne de Pierre II. Elle fait partie des joyaux de l'empire du Brésil et est aujourd'hui exposée au musée impérial de Petrópolis.

## Histoire
En 1807, craignant les invasions napoléonniennes au Portugal, le prince régent Jean décide de transférer le gouvernement au Brésil pour se mettre à l'abri et conserver sa colonie la plus précieuse. La cour s'acclimate si bien à cet état qu'en 1815, alors que la menace de Napoléon s'éloigne vers Sainte-Hélène, le régent décide de rester au Brésil et d'en faire un royaume à part entière compris dans le Royaume-Uni du Portugal, du Brésil et des Algarves. Cependant, en 1820 éclate une grave crise politique obligeant Jean VI à rentrer à Lisbonne. Avant de partir, ce dernier nomme le prince héritier Pierre comme régent du Brésil.

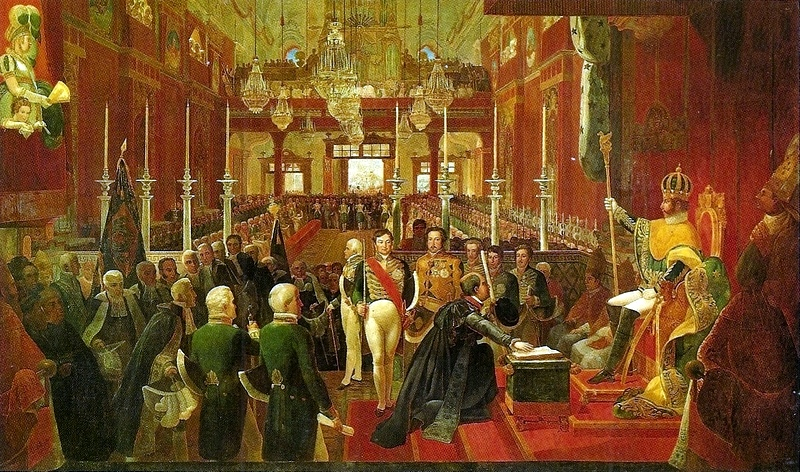
Couronnement de Pierre Ier (empereur du Brésil), par Jean-Baptiste Debret (1828).

Préoccupés par l'évolution de Brésil, les élites politiques portugaises souhaiteraient le ramener à son ancien statut colonial et dissoudre son gouvernement. Cependant, quand ils ordonnent à Pierre de rentrer au Portugal, ce dernier décide de rester lors du Dia do Fico (jour du « je reste ») et appuie désormais la rupture avec la métropole portugaise. Déclarant l'indépendance du Brésil par le cri d'Ipiranga le 7 septembre 1822, il n'accepte de devenir empereur du Brésil que le 12 octobre (jour de son 24e anniversaire) et est couronné comme tel le 1er décembre. Il s'ensuit trois années de luttes qui se terminent par le Traité de Rio de Janeiro par lequel le Portugal reconnait officiellement l'indépendance brésilienne.
Fabriquée en 1822 par l'orfèvre brésilien Manuel Inácio de Loiola, la couronne de Pierre Ier est réalisée en même temps que les autres regalia du Brésil (sceptre, main de Justice, costume de sacre) pour être remise à l'empereur lors de la cérémonie de couronnement. Volontairement, les objets se distinguent clairement par leurs formes et leurs teintes des regalias portugaises.

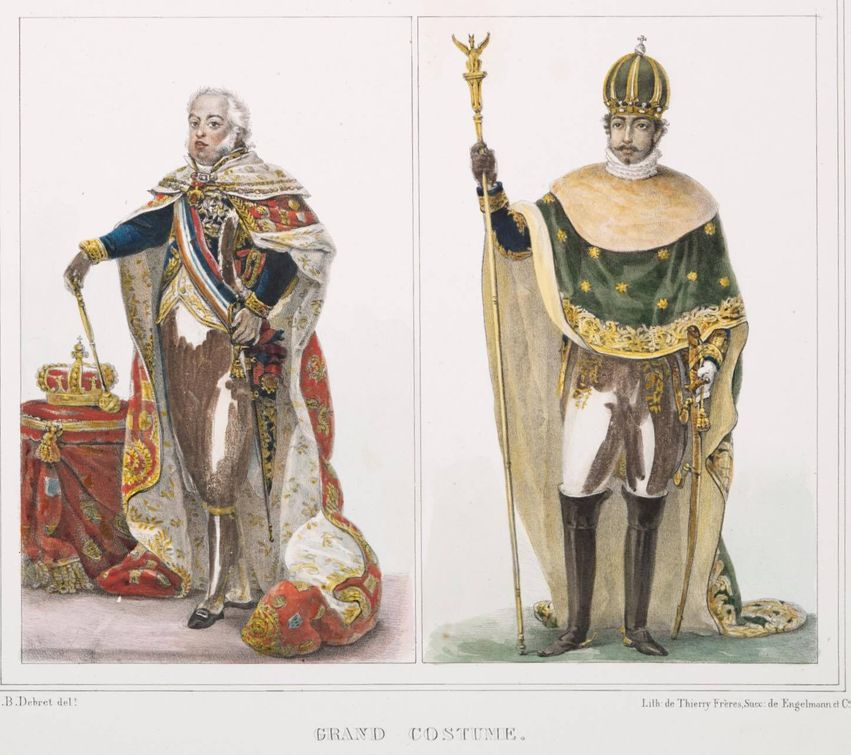
Comparaison entre les regalia portugais du roi Jean VI (roi de Portugal) et brésiliens de l'empereur Pierre Ier (empereur du Brésil), par Jean-Baptiste Debret dans Voyage pittoresque et historique au Brésil (1839).

La couronne n'était utilisée que lors des grandes occasions : couronnement, occasions officielles, grandes festivités ou discours du Trône. Lors des séances d'ouverture et de clôture annuelles de l'Assemblée générale (le Parlement impérial brésilien), l'empereur apparaissait revêtu de tous les attributs impériaux et jouait son rôle d'arbitre constitutionnel en rappelant les difficultés vécues par le pays et les problèmes prioritaires. Ce rituel, inauguré par Pierre Ier en 1823, se poursuivra tout au long de l'Empire contrairement à d'autres cérémonies.
En 1841, pour le couronnement de Pierre II, fils et héritier de Pierre Ier, une nouvelle couronne impériale sera créée comme pour marquer un nouveau départ. Pour ce faire, les diamants présents sur la couronne de Pierre Ier seront retirés et placés sur le nouveau modèle. Après cela, la première couronne sera uniquement montrée comme symbole de fondation de l'empire (comme l'épée d'Ipiranga) et ne jouera plus de réel rôle dans la propagande impériale. Sa dernière réelle utilisation politique se déroulera en 1972 lors du rapatriement de la dépouille de Pierre Ier au Brésil, où elle sera exposée sur un coussin.
Après la chute de la monarchie, la couronne est conservée et mise à l'abri par le pouvoir républicain jusqu'à l'ouverture du musée impérial du Brésil en 1943, dans l'ancienne résidence estivale impériale de Petrópolis.

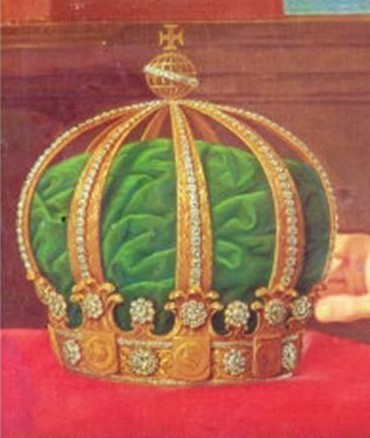
Détail du Portrait de Pierre Ier du Brésil par Henrique José da Silva (1825). La couronne de Pierre Ier est ici représentée dans son aspect original.

## Description
D'une hauteur de 36,5 centimètres pour 25 centimètres de circonférence à la base et un poids de 2,689 kilogrammes, la couronne de Pierre Ier est constituée d'une structure de forme elliptique (opposée à la forme de la couronne royale du Portugal) en or 22 carat, qui était initialement décorée de diamants et doublée de velours vert foncé (pour s'accorder au manteau impérial). La description qui va suivre cherche à décrire la couronne dans son aspect original.
La couronne est d'abord composée d'un anneau en or servant de base. Décoré de motifs gravés de branches de tabac et de caféiers en fleur ainsi que d'une frise sur sa bordure supérieure, il porte en alternance des écus portant les armoiries de l'empire du Brésil ou des médaillons renfermant de gros diamants. Un décor en forme de feuille d'acanthe et de volutes stylisées recouvre l'ensemble de l'anneau, mais se surélève dans l'alignement des écus. Au centre des feuilles d'acanthe est incrusté un diamant solitaire. De larges arches s'élancent derrière ces feuilles et s'affinent le long de leur montée, jusqu'à se refermer au sommet de l'ensemble. Ces arches sont ornées de feuilles de palmiers gravées et portent de petits diamants sur la ligne médiane. Au sommet, une sphère armillaire ornée d'une croix incrusté de diamants rappelant l'ordre du Christ surplombe le tout.

## Héraldique
Avant d'être remplacée par la couronne de Pierre II, la couronne impériale de Pierre Ier figurait sur le drapeau et les différentes armoiries de l'empire du Brésil. Seulement, il existe une règle héraldique et vexillologique particulière concernant la couleur de la doublure de la couronne : lorsque la couronne est représentée sur le cimbre ou lorsqu'elle couronne l'écu, elle doit être de gueules (c'est-à-dire rouge en langage héraldique) sauf lorsqu'il s'agit d'armoiries ou d'emblèmes de la famille impériale, ou elle doit alors être de sinople (c'est-à-dire verte).
Milton Luz en donne l'explication suivante dans L'Histoire des emblèmes nationaux :
« No projeto original de Debret, o campo do escudo e o forro da coroa em timbre eram verdes. Félix Taunay – como Debret, professor da Academia de Belas-Artes e seu primeiro diretor – não concordou com a repetição desta cor. Então, sugerindo sua substituição pelo vermelho, D. Pedro alegou que era essa a cor do escudo português, convindo que apenas o forro da coroa adotasse o goles, isto é, o vermelho. E mostrou-se intransigente quanto ao verde-amarelo que, dizia, representavam a riqueza e a primavera eterna do Brasil »
« Dans la conception originale de Debret, le champ de l'écu et la doublure de la couronne dans la crête étaient verts. Félix Taunay, comme Debret professeur à l'Académie des beaux-arts et son premier directeur, n'était pas d'accord avec la répétition de cette couleur. Ainsi, suggérant son remplacement par le rouge, Pierre Ier a affirmé qu'il s'agissait de la couleur du bouclier portugais, convenant que seule la doublure de la couronne devrait être de gueules, c'est-à-dire en rouge. Et il était intransigeant sur le jaune-vert qui, disait-il, représentait la richesse et l'éternel printemps du Brésil »